# Akiko Shirai
 (septembre 2024).
Si vous disposez d'ouvrages ou d'articles de référence ou si vous connaissez des sites web de qualité traitant du thème abordé ici, merci de compléter l'article en donnant les références utiles à sa vérifiabilité et en les liant à la section « Notes et références ».
Pour les articles homonymes, voir Akiko (homonymie).
Akiko Shirai (白井昭子, Shirai Akiko) est une artiste japonaise, graveuse à tendance abstraite, née en 1935 à Dairen, en Mandchourie et morte en 2001.

## Biographie
Akiko Shirai est diplômée du département de peinture à l'huile en 1959, et du département de la gravure de l'université des beaux-arts Tama à Tokyo en 1964.
Une bourse d'études lui permet de passer un an aux États-Unis. Elle est membre de l'Association japonaise de Gravure.
Depuis 1962, elle participe à des expositions collectives, dont :
- en 1962, 1963, 1964, 1966 à Tokyo, exposition d'art japonais moderne ;
- en 1966 à Tokyo, Concourt Shell, où elle reçoit un prix d'excellence - Biennale internationale de l'Estampe et Exposition des chefs-d'œuvre, au journal Asahi ;
- en 1967, Biennale de São Paulo - en Suisse, Triennale de la gravure en couleurs[incompréhensible] ;
- en 1967, 1968 à Tokyo, 2e et 3e JAFA (Japan Art Festival Association) et suivantes[3].